# Froidefontaine
Froidefontaine – miejscowość i gmina we Francji, w regionie Burgundia-Franche-Comté, w departamencie Territoire de Belfort.
Według danych na rok 1990 gminę zamieszkiwało 437 osób, a gęstość zaludnienia wynosiła 96 osób/km² (wśród 1786 gmin Franche-Comté Froidefontaine plasuje się na 353. miejscu pod względem liczby ludności, natomiast pod względem powierzchni na miejscu 839.).